# Alnylam Pharmaceuticals
Alnylam Pharmaceuticals ist ein US-amerikanisches medizinisches Forschungsunternehmen, das 2002 gegründet wurde und an der amerikanischen Technologiebörse NASDAQ unter dem Kennzeichen ALNY gelistet ist. Alnylam hat seinen Hauptsitz in Cambridge, MA. Die europäische Zentrale befindet sich in Maidenhead, UK. und die deutsche Niederlassung in München. Das Unternehmen macht sich die Entdeckung der RNA-Interferenz der beiden Nobelpreisträger Andrew Z. Fire und Craig C. Mello zunutze. Mitgründer des Unternehmens sind der Nobelpreisträger Phillip Allen Sharp und der Deutsche Thomas Tuschl, der einen wesentlichen Anteil an der Entdeckung der RNA-Interferenz in Säugetierzellen hatte. Alnylam ist eine Ausgründung aus dem damaligen Max-Planck-Institut für biophysikalische Chemie.

## Tätigkeitsgebiet
Alnylam überführt seit einigen Jahren die RNA-Interferenz (RNAi oder auch RNA-Silencing) bzw. die Gen-Stilllegung in eine neue Klasse von Medikamenten, die RNAi-Therapeutika. In den Biowissenschaften hat sich RNA-Interferenz als eine erfolgreiche Möglichkeit zur Stilllegung von Genen („Gen-Knockdown“) etabliert. Für die Entdeckung des Mechanismus der RNA-Interferenz (1998) erhielten die beiden US-Wissenschaftler Andrew Z. Fire und Craig C. Mello 2006 den Nobelpreis für Physiologie oder Medizin.
Noch verdient Alnylam kein Geld, sondern schreibt Verluste. Die Verluste ("GAAP operating loss") von Alnylam betrugen Ende 2020 circa 650 Mio. US-Dollar. Alnylam rechnet aber damit, 2025 finanziell Nettogewinne zu erzielen.

## Medikamente / Pipeline
Alnylams Forschung fokussiert auf vier strategische therapeutische Gebiete: 
- Genetische Erbkrankheiten,
- Kardiovaskuläre, metabolische Erkrankungen
- hepatische Infektionskrankheiten
- und Erkrankungen des zentralen Nervensystems und des Auges. Hier kooperiert Alnylam mit Regeneron.[12]

Bei den meisten von Alnylams erforschten Erkrankungen handelt es sich um so genannte "Seltene Krankheiten" (auch Orphan Diseases genannt). Folgende fünf Medikamente sind in den USA und in der EU (und teilweise auch in noch weiteren Ländern) zugelassen:
- Patisiran (Onpattro): Hereditäre ATTR-Amyloidose; weitere Indikationen werden untersucht.[13]
- Givosiran (Givlaari): Akute Intermittierende Porphyrie[13]
- Lumasiran (Oxlumo): Primäre Hyperoxalurie Typ 1 (PH1); weitere Indikationen werden untersucht.[13]
- Inclisiran (Leqvio): Hypercholesterinämie[13]
- Vutrisiran (Amvuttra): hereditäre Transthyretin-Amyloidose (ATTRv-Amyloidose) mit Polyneuropathie[13]

- Vutrisiran wurde in der HELIOS-B Studie[14] für Wildtyp-Transthyretin(ATTR)-Amyloidose und hereditäre ATTR-Amyloidose mit Kardiomyopathie untersucht. Die Studie wurde im August 2024 publiziert und am ESC Kongress vorgestellt.

Die Einreichung des Zulassungsantrags als Indiktionserweiterung erfolgte Anfang Oktober bei der FDA und Mitte Oktober 2024 bei der EMA.
Weitere Medikamente befinden sich noch in der klinischen Forschung, z. B.:
- Fitusiran (Phase II): Hämophilie[13]
- Cemdisiran (Phase II): atypisches Hämolytisch-urämisches Syndrom[13]
- Zilebesiran ALN-AGT (Phase II): Bluthochdruck[11]

## Kooperationen
Alnylam kooperiert sowohl mit Genzyme, einer Tochter von Sanofi,  Merck, also Merck Sharp & Dohme (kurz MSD), Novartis, The Medicines Company und mit zahlreichen weiteren Unternehmen.
2003 verschmolz Alnylam durch Aktientausch mit der 2000 gegründeten Ribopharma AG.
2017 wurde die strategische Allianz mit Vir bekannt gegeben zur Entwicklung von Therapien gegen Virusinfektionen, seit 2020 auch ein Projekt für eine COVID-19 Therapie auf RNAi-Basis.